# Erythrina smithiana
Erythrina smithiana är en ärtväxtart som beskrevs av Krukoff. Erythrina smithiana ingår i släktet Erythrina och familjen ärtväxter. Inga underarter finns listade i Catalogue of Life.